# Malik Amine
Malik Michael Amine (4 luglio 1995) è un lottatore statunitense e sammarinese, specializzato nella lotta libera.

## Biografia
Nato in Michigan, è figlio della sammarinese Marcy Mularoni e dello statunitense Mike Amine, anche lui lottatore. Il nonno paterno Nazem Amine, gareggiò per il Libano ai Giochi olimpici estivi di Roma 1960 nella categoria pesi leggeri. Anche il fratello minore Myles Nazem Amine è lottatore di livello internazionale.
Ha gareggiato per l'Università del Michigan. Grazie alla cittadinanza sammarinese del ramo materno, ha iniziato a concorrere per la nazionale della Repubblica di San Marino.
Ai campionati europei di Bucarest 2019, si è classificato quindicesimo nella categoria di peso 65 chilogrammi.
Ai mondiali di Nur-Sultan 2019 dopo aver battuto il guineano Mbunde Cumba e il messicano Brandon Díaz, è stato eliminiato ai sedicesimi dall'ungherese Iszmail Muszukajev.